# Karaoke Paradise
Karaoke Paradise (títol original: Karaokeparatiisi) és una pel·lícula documental finesa dirigida i escrita per Einari Paakkanen, que es va estrenar l'agost del 2022. La pel·lícula va ser produïda per Napafilms i distribuïda als cinemes per Aurora Studios.
La pel·lícula tracta sobre el karaoke a Finlàndia. Explica les històries de finlandesos que han trobat en el karaoke una ajuda per combatre la solitud.
S'ha subtitulat al català en el marc del cicle Documental del Mes, associat al festival DocsBarcelona. El desembre de 2022 es va projectar a 45 sales de Catalunya, 2 de les Illes Balears i 7 del País Valencià i, en línia, en 11 sales virtuals de Catalunya i 1 a les Balears. Va estar disponible a FilminCAT a partir del 2 de desembre de 2022.